# José Príncipe
José Carlos dos Santos Carvalho Príncipe (Porto, 13 de Abril de 1950) é um investigador português.
José Carlos Príncipe é professor na Faculdade de Engenharia da Universidade do Porto (FEUP) e professor na Universidade da Flórida.

## Prémios
- 2007 IEEE Engineering in Medicine and Biology Society Career Achievement Award atribuído pela Electrical and Electronics Engineers

## Obras
- Artigos em revistas
  - The Gamma-filter - a new class of adaptive IIR filters with restricted feedback (conjuntamente com DeVries B. DeVries B., Pedro Guedes de Oliveira)
  - Hidra - a hierarchical instrument for distributed real-time analysis of biological signals (conjuntamente com Pedro Guedes de Oliveira, A. M. Cruz, A. M. Tomé)
  - A study on the best oder for autoregressive eeg modeling (conjuntamente com Francisco Vaz, Pedro Guedes de Oliveira)
  - Best order variability of autoregressive eeg modeling (conjuntamente com Francisco Vaz, Pedro Guedes de Oliveira)
  - Multiprocessor electroencephalogram (eeg) analyzer (conjuntamente com Pedro Guedes de Oliveira, A. M. Cruz, A. M. Tomé)

- Capítulos em livros:
  - Neural signal processing with an adaptive dispersive tapped delay line (conjuntamente com DeVries B., Pedro Guedes de Oliveira)
  - A Distributed Processing Architecture for Real-Time Biological Data Analysis (conjuntamente com Pedro Guedes de Oliveira, António Cruz)

- Conferências internacionais (artigos) (juntamente com outros investigadores)
  - Generalized feedforward structures: a new class of adaptive filters
  - Generalized feedforward filters with complex poles
  - Modeling applications with the focused gamma net
  - Integrated system for simultaneous recording and display of image and signal
  - Interactive system for on-line management of clinical data
  - A distributed processing architecture for real-time biological data analysis
  - Event oriented analysis of the eeg: time dependence and topographic relations, vol. 3

- Conferências nacionais (artigos conjuntos com outros investigafores)
  - Managing the automatic eeg signal processing on a multiprocessor